# Дитя человеческое (фильм, 2006)
«Дитя́ челове́ческое» (англ. Children of Men) — антиутопический боевик-триллер 2006 года, шестой полнометражный фильм, снятый и написанный в соавторстве с Альфонсо Куароном. Сценарий, основанный на романе Филлис Дороти Джеймс 1992 года «Дитя человеческое», был написан пятью писателями, а Клайв Оуэн внёс неуказанный вклад. Действие фильма происходит в 2027 году, когда 2 десятилетия человеческого бесплодия поставили общество на грань краха. Просители убежища ищут убежища в Великобритании, где они подвергаются задержанию и депортации правительством. Оуэн играет государственного служащего Тео Фарона, который пытается помочь беженке Ки (Клэйр-Хоуп Ашити) избежать хаоса. В фильме Дитя человеческое также снимались Джулианна Мур, Чиветель Эджиофор, Пэм Феррис, Чарли Ханнэм и Майкл Кейн.
Премьера фильма состоялась 3 сентября 2006 года на 63-м Венецианском кинофестивале, где он конкурировал за главную награду «Золотой лев» с картиной «Натюрморт» режиссёра Цзя Чжанкэ. Фильм был выпущен компанией Universal Pictures 22 сентября 2006 года в Великобритании и 25 декабря 2006 года в США.. Несмотря на ограниченный релиз и отсутствие какой-либо четкой маркетинговой стратегии во время сезона награждений со стороны дистрибьютора фильма, фильм Дитя человеческое получил признание критиков и был признан за свои достижения в написании сценария, операторской работе, художественном руководстве и новаторских однокадровых боевых сценах. Он был номинирован на 3 премии «Оскар»: «Лучший адаптированный сценарий», «Лучшая операторская работа» и «Лучший монтаж». Он также был номинирован на 3 премии BAFTA, получив награды «Лучшая операторская работа» и «Лучшая работа художника-постановка», и на 3 премии «Сатурн», получив награду «Лучший научно-фантастический фильм». В 2016 году он занял 13-е место среди 100 фильмов, которые 117 кинокритиков со всего мира признали лучшими в 21 веке.
Сюжет фильма в значительной степени отличается от литературного, по большому счёту в экранизации задействованы лишь герои, при этом события разворачиваются совершенно другие. Картина провалилась в прокате, заработав 70 000 000 долларов при бюджете в 76 000 000 долларов, но получила положительные отзывы ведущих киноаналитиков мира.

## Сюжет
2027 год. Массовое бесплодие поразило человечество — 18 лет прошло с тех пор, как был рождён последний ребёнок. Во всём мире царит хаос, и лишь Великобритании удаётся сохранять порядок, превратив государство в военный лагерь. Нелегальные иммигранты пытаются проникнуть в страну, но их ловят, сажают в клетки, депортируют с острова и расстреливают.
Тео Фарон — бывший политический активист, после смерти сына и развода с женой равнодушен к происходящему вокруг. Члены террористической организации «Рыбы» похищают Тео. Один из лидеров террористов, бывшая жена Тео, Джулиан Тейлор, предлагает ему 5000 фунтов за разрешение на передвижение для молодой беженки Ки, которой надо уехать из страны, минуя проверку на границе. С помощью двоюродного брата Найджела, Тео удается достать документы. Однако полученное разрешение позволяет Ки передвигаться лишь вместе с Тео.
После того, как Джулиан погибает от рук своих же соратников, Ки открывает Тео свой секрет — она беременна. Джулиан собиралась доставить её в Проект «Человечество» — загадочной группе учёных, ищущих выход из сложившейся ситуации.
Узнав, что «Рыбы» планируют использовать ребёнка как политический инструмент, Ки, Тео и акушерка Мириам убегают из лагеря террористов. Мириам объясняет, что встреча с кораблём проекта «Человечество» назначена в море возле города Бексхилл — лагеря для беженцев, превращённого в гетто. Старый друг Тео, бывший политический карикатурист Джаспер организует проход в город под видом нелегальных гастарбайтеров. Идущие по следу Ки террористы убивают Джаспера.
Когда Тео и Ки въезжают в Бексхилл, у Ки начинаются схватки. Мириам арестовывают, когда она изображает из себя религиозную фанатичку, чтобы отвлечь внимание пограничников. В Бексхилле, в одном из заброшенных домов Ки рожает девочку. Их обнаруживают, но престарелая домовладелица Маричка помогает им выбраться из дома. Появившиеся «Рыбы» захватывают главных героев, но в поднявшемся хаосе во время уличных боев Тео спасается, ему удаётся найти Ки в осаждённом британскими войсками многоэтажном здании. Однако Люк, заменивший на посту лидера террористической организации «Рыба» Джулиан, успевает выстрелить в Тео и ранить его. Увидев новорождённую, солдаты и повстанцы прекращают огонь и пропускают беглецов.
Когда сражение начинается вновь, Тео удаётся найти Маричку, а с её помощью — лодку. Раненый Тео теряет сознание от потери крови, когда из тумана показывается корабль проекта «Человечество». Дальнейшая судьба ребёнка и Ки неизвестна. Однако на финальных титрах слышен детский смех, а картина завершается эпилогом на санскрите, дающим веру в лучшее.

## В ролях
- Клайв Оуэн — Теодор Фарон, бывший политический активист.
- Клэйр-Хоуп Ашити[англ.] — Ки, девушка-негритянка, единственная известная забеременевшая женщина на Земле за последние 18 лет.
- Джулианна Мур — Джулиан Тейлор, лидер террористической группы «Рыбы», бывшая жена Тео.
- Майкл Кейн — Джаспер Палмер, друг Тео, бывший политический активист.
- Чиветел Эджиофор — Люк
- Чарли Ханнэм — Патрик
- Пэм Феррис — Мириам
- Питер Маллан — Сид
- Дэнни Хьюстон — Найджел, кузен Тео.
- Оана Пелля — Маричка
- Пол Шарма — Иэн
- Яцек Коман — Томаш
- Темина Санни — Зара

## Съёмочная группа
- Режиссёр: Альфонсо Куарон
- Продюсеры: Марк Абрахам (Marc Abraham), Эрик Ньюман (Eric Newman), Хилари Шор (Hilary Shor), Иэйн Смит (Iain Smith), Тони Смит (Tony Smith)
- Исполнительные продюсеры: Армян Бернштейн (Armyan Bernstein), Томас Блисс (Thomas A. Bliss)
- Сценаристы: Альфонсо Куарон, Дэвид Арата (David Arata), Тимоти Секстон (Timothy J. Sexton), Марк Фергус (Mark Fergus), Хок Остби (Hawk Ostby)

по одноимённому роману Филлис Дороти Джеймс
- Оператор: Эммануэль Любецки
- Композитор: Джон Тавенер
- Монтаж: Альфонсо Куарон, Алекс Родригес (Alex Rodríguez)

Производство кинокомпании Universal Pictures (бюджет 76 млн долларов). Премьера 3 сентября 2006 года на Венецианском кинофестивале. Выход на экраны 22 сентября 2006 года (Великобритания и Ирландия).
Прокат в России: компания «UIP». Премьера на экранах — 19 октября 2006 года.

## Саундтрек
1. «Hush» (Deep Purple) — 4:25
2. «Witness (1 Hope)» (Roots Manuva) — 4:14
3. «Tomorrow Never Knows» (Джуниор Паркер) — 3:30
4. «Sleepy Shores» (Майкл Прайс) — 2:52
5. «The Court of the Crimson King» (King Crimson) — 4:49
6. «Backward» (Kode9, Spaceape) — 4:33
7. «Wait» (The Kills) — 4:47
8. «There Is an Ocean» (Донован) — 4:47
9. «Ruby Tuesday» (Франко Баттиато) — 3:37
10. «Money Honey» (Warrior Queen, Кевин Мартин) — 3:46
11. «Arbeit Macht Frei» (The Libertines) — 1:15
12. «Indian Stomp» (Cyrus) — 3:29
13. «Bring on the Lucie (Freda Peeple)» (Джон Леннон) — 4:13
14. «Running the World» (Джарвис Кокер) — 4:43
15. «Плач по жертвам Хиросимы» (Кшиштоф Пендерецкий)

## Релиз
- Прокат фильма в Великобритании начался 22 сентября 2006 года.
- Прокат фильма в России начался 19 октября 2006 года.
- Начало проката фильма в США пришлось на Рождество 25 декабря 2006 года.

## Награды и номинации
Полный список наград смотрите на IMDb.com
- 2007 — 3 номинации на премию «Оскар»: лучший адаптированный сценарий (Альфонсо Куарон, Тимоти Дж. Секстон, Дэвид Арата, Марк Фергус, Хоук Остби), лучший монтаж (Альфонсо Куарон, Алекс Родригес), лучшая операторская работа (Эммануэль Любецки)
- 2007 — 2 премии BAFTA: лучшая операторская работа (Эммануэль Любецки), лучшая работа художника-постановщика (Джеффри Кёркленд, Джим Клэй, Дженнифер Уильямс), а также номинация за лучшие визуальные эффекты (Фрэйзер Чёрчилл, Тим Уэббер, Майк Эймс, Пол Корболд)
- 2007 — премия «Сатурн» за лучший научно-фантастический фильм, а также 2 номинации: лучший режиссёр (Альфонсо Куарон), лучшая мужская роль (Клайв Оуэн)
- 2006 — два приза Венецианского кинофестиваля: Золотые Озеллы за уникальное техническое содействие (Эммануэль Любецки), Laterna Magica (Альфонсо Куарон), а также номинация на Золотого Льва (Альфонсо Куарон)